# Hans Thöni

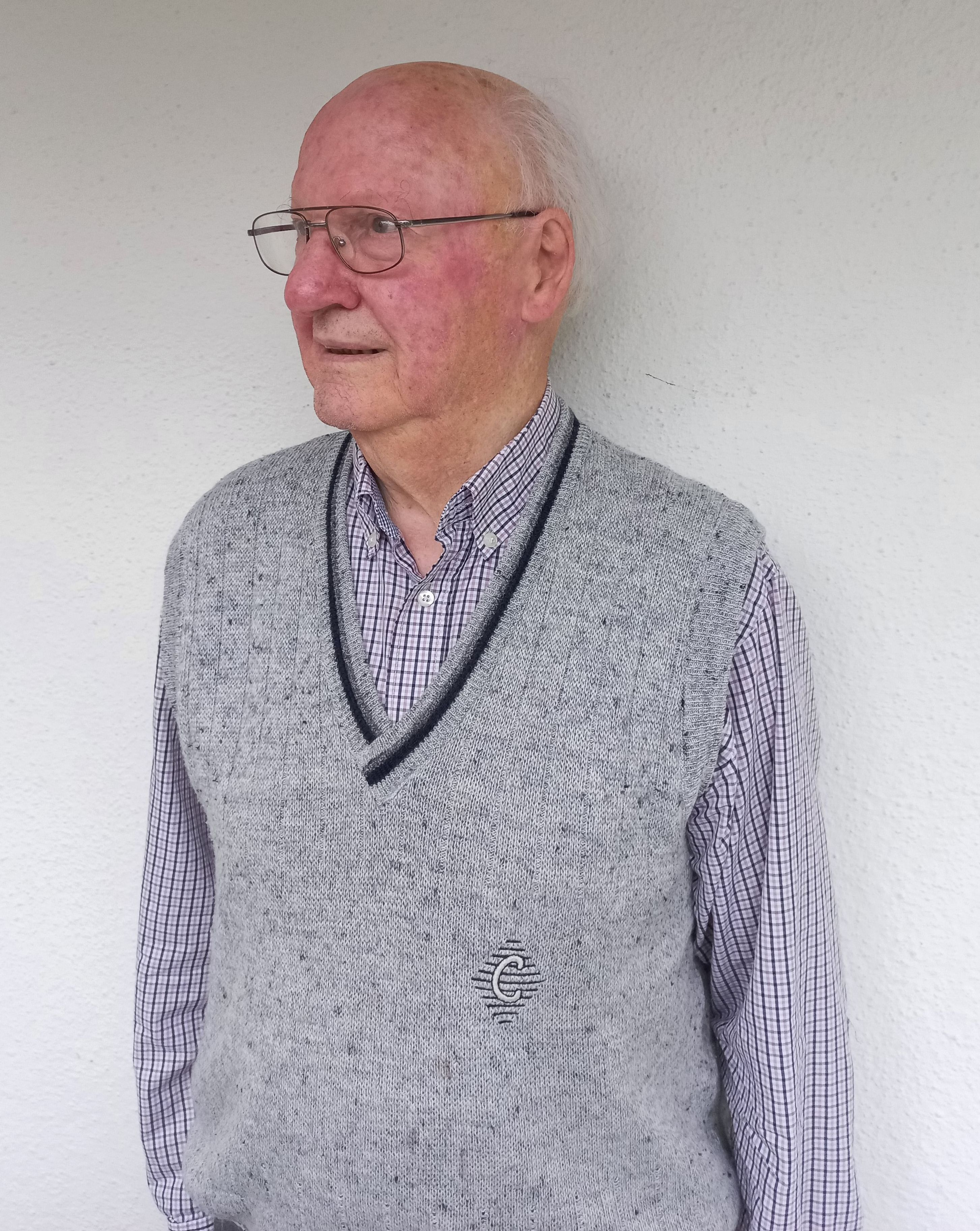
Hans Thöni am 31. Juli 2021, 14 Tage vor seinem 90. Geburtstag in seinem Wohnhaus in Ludesch

Hans Thöni (Taufname: Johann Karl, * 14. August 1931 in Innsbruck) ist ein österreichischer Baumeister und Heimatforscher.

## Leben
In der Skiwerkstätte von Albert Mathies in Zürs arbeitete der Vater von Hans Thöni als Skimonteur. Dort lernte er die Mutter (Maria) kennen. Die beiden haben später geheiratet und sind nach St. Anton am Arlberg gezogen und der Vater von Hans Thöni war dann bei Hannes Schneider Skimonteur.

### Schulbesuch
Thöni besuchte von 1937 bis 1941 die Volksschule in Sankt Anton am Arlberg, 1942 bis 1945 die Oberschule in Zams und von 1945 bis 1947 das Gymnasium Paulinum in Schwaz. Bereits in dieser Zeit bildeten sich bei ihm die Präferenzen für Geographie und Geschichte. Das Erlernen von Griechisch und Latein führte zur Beschäftigung mit der Zeit der Antike im Tiroler Oberland.
1948 bis 1953 besuchte Thöni die Bundesgewerbeschule Innsbruck Abteilung Tiefbau mit abschließender Matura (1953).

### Familie
Seit 1964 lebt Thöni in Ludesch, ist verheiratet mit Roswitha (geb. Pfister; * 1934 in Ludesch). Aus der Ehe entstammen vier Kinder (Rainer, * 1962; Walter, * 1963; Christoph, * 1967; Cornelia, * 1973) und neun Enkelkinder.

### Beruf
Er war als Bautechniker und Konstrukteur elf Jahre bei verschiedenen Bauunternehmungen tätig, bis er nach seiner Ausbildung zum Baumeister in Bludenz seine eigene Baufirma begann und 30 Jahre lang führte. Im Gesamten war er von 1953 bis 1993 in Bauberufen tätig. Er begann seine Tätigkeit mit Ferialarbeitsstellen 1947 bis 1950 in den Sommerferien bei verschiedenen Bauunternehmen. 1951 legte er die Gesellenprüfung als Maurer ab, 1952 die Sprengmeisterprüfung. 1953 bis 1956 war er als Bautechniker bei der Fa. Guntram Moosbrugger in Lustenau tätig (Wege-, Straßen- und Brückenbau), 1956 bis 1959 bei der Fa. Ed. Ast  Co in Graz (Kraftwerkbau, Stollenbau, Industrieanlagen), 1960 bis 1963 als Bauführer bei der Fa. Alfred Kunz & Co in Bludenz (Industrieanlagen, Stollenbau, Hochbau).
1963 absolvierte er die Baumeisterprüfung. Kurzfristig, von Jänner 1963 bis Juni 1964 war er bei der Fa. Hans Fischereder in Bludenz als Bauführer tätig, bis dieses Unternehmen wegen Pensionierung des Hans Fischereder geschlossen wurde. Im Juli 1964 übernahm er dieses Unternehmen samt Personal und gründete das Bauunternehmen Thöni. Schwerpunkt der Tätigkeit waren nun Kabelgräben für die Vorarlberger Kraftwerke, Kanalisation und Wasserleitungen für Gemeinden, Mehrfamilienhäuser für die Vogewosi, Einfamilienhäuser, Umbauten, Renovierungen und Beratungen.
1993 wurde das Unternehmen Thöni von ihm an die Söhne Rainer und Walter übergeben.

### Heimatkunde und Heimatforschung
Thöni war neben seinem Beruf als Heimatforscher tätig und setzte diese Tätigkeit auch in seiner Pension fort.
Thöni publizierte seit 1969 zu heimatkundlichen Themen im Tiroler Tagblatt, dem Gemeindeblatt St. Anton am Arlberg und in den Tiroler Heimatblättern und veröffentlichte Bücher mit dem Schwerpunkt Regionalgeschichte. Er ist Gründungsmitglied vom Geschichtsverein Region Bludenz.

## Anerkennungen / Auszeichnungen

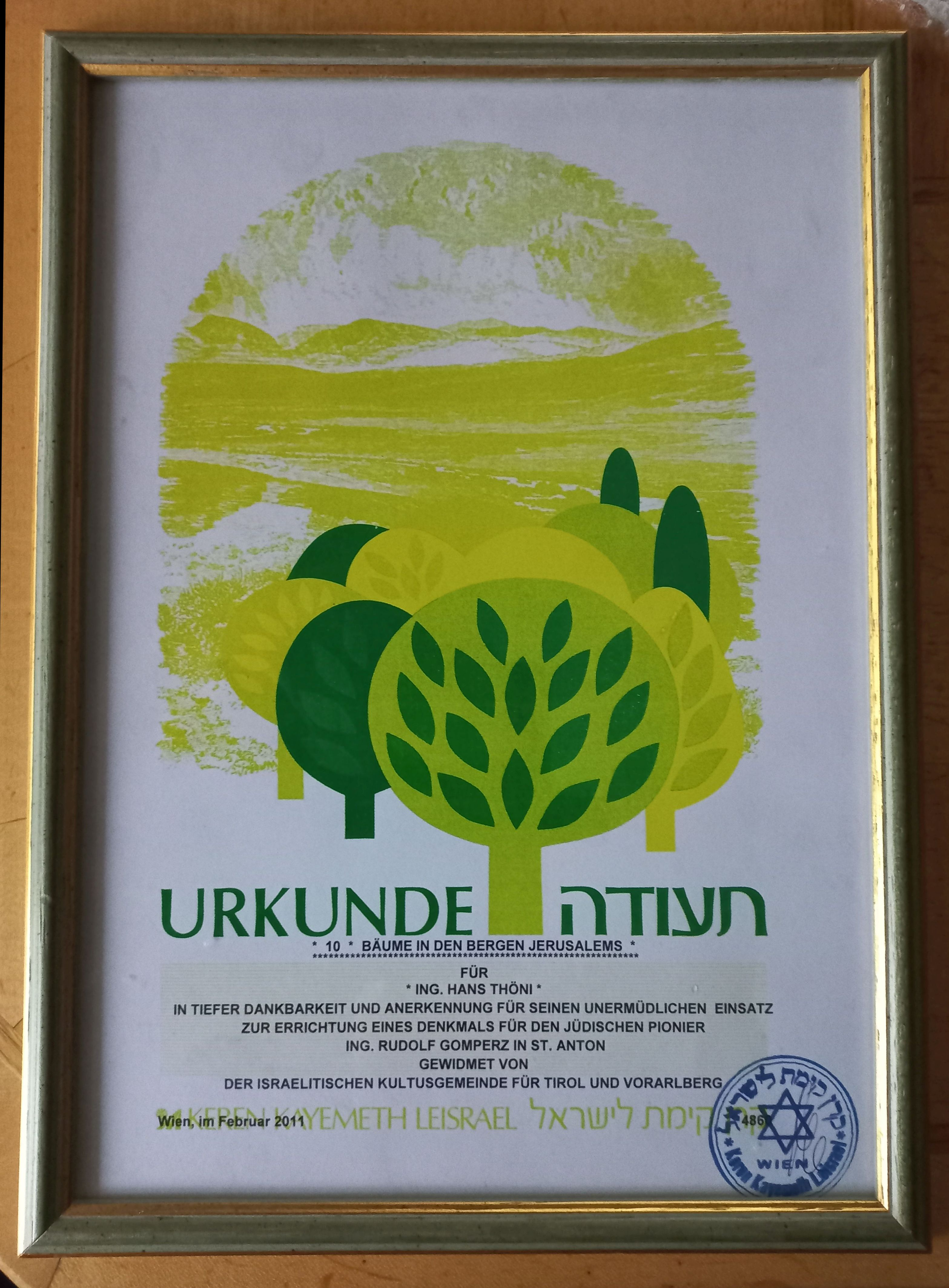
Urkunde der
Israelitischen Kultusgemeinde für Tirol und Vorarlberg vom Februar 2011

- Verdienstmedaille des Landes Tirol
- Ehrenzeichenträger von St. Anton am Arlberg
- Pflanzung eines Baumes im "Wald des Friedens" in Israel für seine herausragende Arbeit über Rudolf Gomperz (2004)

## Publikationen

### Kirchenführer
- Kirchenführer für die drei Kirchen in der Gemeinde St. Anton am Arlberg.
- Bruderschaft St. Christoph, in 5 Auflagen (mit Kirchenbeschreibung, 1976).
- Die Kirche von St. Anton am Arlberg (mit Kapellen und Bildstöcken, 1986).
- Kirche in St. Jakob am Arlberg. Kunstführer, Pfarramt St. Jakob (Hrsg.), Kunstverlag Peda, Passau 2000, ISBN 3-89643-157-9.

### Bauwerke / Orte
- Auf der Suche nach der pons prienne (Perjener Brücke) in Tiroler Heimatblätter 1, 1984.
- Auf der Suche nach Kasteltat in Tiroler Chronist Nr. 35, Juli 1989.
- Auf der Suche nach Ircavium in Tiroler Heimatblätter 1/2008.
- Die lange Brücke bei Imst in Tiroler Chronist Nr. 111, Oktober 2008.
- Auf der Suche nach Medullum in Tiroloer Chronist Nr. 114, Juli 2009.
- Auf der Suche nach Prutz in Tiroler Chronist Nr. 117, Juni 2010.
- Warum und seit wann gehört das Dorf Piller zu Fließ?  in Tiroler Heimatblätter 2/2011.
- Auf der Suche nach Confluentes im Pitztal in Tiroler Chronist Nr. 130, 2014/1.

### Biographien
- Das Schicksal von Ing. Rudolf Gomperz, Wegbereiter für St. Antons Fremdenverkehr (in St. Antoner Gemeindeblatt).  Die Biographie von Rudolf Gomperz wurde auch von Felix Mitterer 1987 in Kein schöner Land aufgearbeitet.
- Hannes Schneider. Zum 100. Geburtstag des Schipioniers und Begründers der Arlbergtechnik. Tyrolia, Innsbruck 1990, ISBN 3-7022-1779-7.
- Der Bauunternehmer Giacomo Nobile Cecconi. Erbauer des Arlberg-Tunnels, in Tiroler Chronist Nr. 54 vom April 1994.

### Ortsporträts / Ortsgeschichte
- St. Anton am Arlberg. Entwicklungsgeschichte der Gemeinde in einer Darstellung. Heimatkunde, Gemeinde St. Anton am Arlberg (Hrsg.), Freipresse, Bludenz 1996, ISBN 3-85193-027-05.
- mit Oliver Benvenuti (Fotos): Alte Tannberger Ansichten. Stuben, Flexenstraße, Zürs, Lech, Warth, Hochkrumbach, Schröcken. Bildband, Benvenuti, Feldkirch 1999, ISBN 3-901522-05-0.
- Gastwirte im Hospiz St. Christoph. 2011[3]
- Hanna Molden (unter Mitarbeit von Hans Thöni): Paß, Hospiz und Bruderschaft – von den historischen Anfängen bis zur Gegenwart.  1. Auflage, Arlberg Geschichte (um 1980), ISBN 3-854471-68-8.
- Hans Thöni: Stuben am Arlberg – Geschichte eines Bergdorfes. (2005).
- Hans Thöni: Sie bauten den Arlbergtunnel 1880–1884. Ostseite (2007).

### Namenforschung / Familienforschung
- Alte Walser Familiennamen in St. Anton. In. Walserheimat in Vorarlberg. 2. Band 1970.
- verschiedene Aufsätze über Familien und alte Häuser in St. Anton am Arlberg im Gemeindeblatt St. Anton (1970 bis 2020).
- Das Geheimnis von Serfaus. In: Serfauser Bote Nr. 102, Juli 1993.

### Volkskunde
- Zuordnung der Völkerschaften im Tiroler Oberland, die am Siegesdenkmal Tropaeum Alpium von La Turbie in Monaco genannt werden: Camuni in Zams; die Vennoneten im Vinschgau und im Obersten Inntal, die Venostes in Wenns; die Medulli in Medullum (Tarrenz-Dollinger)  in Hans Thöni, Der Räterkrieg in Tirol in Der Schlern, Heft 11, 60/1986.
- Das Chur-Rätische Tiroler Oberland, Ludesch 2018, ISBN 978-3-200-05981-8.